# Marcus Krah
Pour les articles homonymes, voir Krah.
Marcus Krah (né le 30 octobre 1997 à Durham) est un athlète américain, spécialiste du 110 m haies.
Sur les haies de 99 cm, il égale le 21 juillet son précédent record personnel de 13 s 25 pour remporter les Championnats du monde juniors d'athlétisme 2016 à Bydgoszcz.